# 艾莉卡·莫伊內斯
艾莉卡·莫伊內斯（西班牙語︰，1977年11月24日—）是巴拿馬政治家。她自2020年12月2日起擔任巴拿馬外交部長。